# ORF7b
ORF7b هو جين يتواجد في جنس فيروس كورونا بيتا من فصيلة فيروسات كورونا، ويُعبّر عن البروتين الملحق بروتين NS7b لفيروس كورونا بيتا. وهو بروتين عبر غشائي قصير شديد الكره للماء ووظيفته غير معروفة [الإنجليزية].

## البنية
بروتين الـORF7b هو بروتين عبر غشائي يملك لولبا عبر غشائي مفردا نهايته الكربوكسيلية متجهة نحو العصارة الخلوية. طوله في سارس-كوف 44 حمض أميني وفي سارس-كوف-2 43 حمض أميني، مع تماثل في التسلسل نسبة 85% بينهما.

## التعبير والتموقع
ORF7b هو جين متداخل ويتداخل مع ORF7a. يُعبَّر عن هذا البروتين على الأرجح من رنا جينومي فرعي عبر مسحٍ راشحٍ. يتموقع هذا البروتين في سارس-كوف في جهاز غولجي والذي يتطلب تسلسل لولب عبر غشائي. في سارس-كوف-2، أُبلغ أن له علاقة بالشبكة الإندوبلازمية.

## الوظيفة
وظيفة ORF7b غير محددة جيدا، وهو ليس أساسيا لتضاعف الفيروس. توجد أدلة متضاربة من دراسات على سارس-كوف حول تأثير حذفه على فعالية التضاعف. وُجد أن هذا البروتين يُضاف إلى الفيرونات في سارس-كوف، ما يوحي بأنه بروتين فيروسي بنوي ثانوي. تم اكتشاف متحور لسارس-كوف-2 به طفرة حذف في منطقة ORF7b نتج عنها بروتين مدمج بين ORF7b وORF8، وتأثيره غير معروف.